# Ekonomiåret 1985

## Händelser

### Januari
- 1 januari - The Times firar 200-årsjubileum.[1]
- 2 januari
  - Volvo sålde enligt statistik 98 000 bilar i USA under 1984, vilket är nytt försäljningsrekord. Med försäljning även i Kanada sålde man totalt 106 000 bilar i Nordamerika, och passerade därmed 100 000-gränsen. Även SAAB sålde bra i USA under 1984, med 33 000 bilar.[1]
  - Den amerikanska dollarn bryter på årets första bankdag igenom vallen på nio svenska kronor, och noteras som högst till 9,05 SEK.[1]
- 10 januari - Sveriges finansminister Kjell-Olof Feldt presenterar den svenska budgetpropositionen.[1]
- 17 januari – Kronebanken i Danmark uppges stå inför konkurs.[1]
- 23 januari – Sveriges regering lägger fram åtgärdsförslag för Uddevallaområdet, som hamnat i kris genom varvsavvecklingen.[1]

### Februari
- 16 februari – Nya Göteborgs Handels- och Sjöfartstidning utkommer för sista gången.[1]
- 27 februari
  - Den amerikanska dollarn når en vändpunkt gentemot den svenska kronan, efter att länge ha stigit i kurs. Från 9:80 faller den till slutkursen 9:45, då valutahandeln varit orolig.[1]
  - Svenska Turistföreningen firar sitt 100-årsjubileum.[1]

### Mars
- 4 mars – Polen genomför kraftiga prishöjningar på baslivsmedel, som socker och mjölk (30 % ökning) och bröd (över 30 % ökning).[1]
- 29 mars – 36-årige Rolf Alsing utses till chefredaktör på Aftonbladet från 1 augusti 1985.[1]

### Maj
- 6 maj – Sverige presenterar sin första 500-tusenkronors sedel. På motiven finns Karl XI och Christopher Polhem.[1]
- 13 maj – Sveriges riksbank beslutar att höja diskontot med två procentenheter, från 9,5 till 11,5 %.[1]
- 30 maj – Carl Tham utses till ny chef för SIDA från 1 juli 1985.[1]

### Juni
- 7 juni – Läkemedelsföretaget Fermenta har bolagsstämma, och redovisar nya rekordvinster..[1]
- 11 juni – Statistik från SCB visar att under 1983 tjänade man i snitt mest pengar i Danderyds kommun (medelinkomst på 11 900 SEK) medan man i Torsås kommun tjänade minst (49 800 SEK).[1]

### Juli
- 1 juli – Statistik från SCB visar att den traditionella hemmafrun, som 1965 uppnådde 943 000, antas vara närmast utplånad 1995.[1]
- 3 juli – Guld och ädelstenar för stora värden har påträffats i John-Henry Sagers villa på Uggleviksgatan i Stockholm, då en värderingsman och hans två medhjälpare hittat en formlig skattegömma, inmurad i en av villans väggar.[1]
- 11 juli – Sveriges riksbank beslutar att sänka räntan med en procentenhet, till 10,5 %.[1]

### September
- 26 september – Kursen på den amerikanska dollarn sjunker till strax under åtta SEK.[1]

### November
- 1 november – I Sverige upphör Televerkets försäljningsmonopol på telefonapparater.[1]

### December
- 5 december – Västtyske industrimagnaten Karl Friedrich Flick uppges ha sålt sitt imperium till Deutsche Bank för motsvarande 15 miljarder SEK.[1]
- 14 december – I Sverige får fem vinnare 2 000 000 svenska kronor var vid Lottodragningen.[1]
- 28 december – Spel på V65 omsatte under 1985 totalt 1,36 miljarder SEK, jämfört med 1,13 miljarder SEK under 1984.[1]

## Bildade företag
- Corel, kanadensiskt programvaruföretag.
- Leasy, danskt hemelektronikföretag.

## Uppköp
- 26 mars - Norska Statoil köper Svenska Esso av amerikanska Exxon Corporation.[1]

## Priser och utmärkelser
- Sveriges Riksbanks pris i ekonomisk vetenskap till Alfred Nobels minne tilldelas italienaren Franco Modigliani.

## Avlidna
- 8 mars – Robert W. Woodruff, 95, president för Coca-Cola Company.[1]
- 8 oktober – John Wesley Snyder, 90, amerikansk politiker, USA:s finansminister 1946–1953.